# Shanti (nome)
Shanti è un nome proprio di persona femminile usato in diverse lingue diffuse nel subcontinente indiano.

## Origine e diffusione
Riprende il termine shanti che, nell'induismo, indica anche uno stato di pace interiore; il significato della parola è appunto "pace", "tranquillità", "quiete" in sanscrito (lo stesso dei nomi Pace, Concordia, Mira, Irene, Frida, Serenity, Sakina e Salomè).
Nella forma Shanti, il nome è attestato in lingua hindi (शान्ती, शांती), marathi (शांती) e nepalese (शान्ती); nella forma Shanthi è presente in kannada (ಶಾಂತಿ), tamil (சாந்தி) e malayalam (ശാന്തി)

## Onomastico
Il nome è adespota, cioè non è portato da alcuna santa, quindi l'onomastico ricade il 1º novembre ad Ognissanti.

## Persone
- Shanti Pereira, velocista singaporiana

## Il nome nelle arti
- Shanti è un personaggio dei lungometraggi Disney Il libro della giungla e Il libro della giungla 2.
- Shanti è un personaggio della serie di film del ciclo indo-malese, ispirati ai romanzi di Emilio Salgari.
- Shanti è un personaggio del film del 1959 Fiori di carta, diretto da Guru Dutt.
- Shanti è un personaggio del film del 2006 Déjà vu - Corsa contro il tempo, diretto da Tony Scott.
- Shanti Priya è un personaggio del film del 2007 Om Shanti Om, diretto da Farah Khan.
- Shanti Suresh è un personaggio della serie televisiva Heroes, da cui deriva anche il nome del Virus Shanti, presente nella stessa serie.